# Lipscani
Lipscani és un carrer i un districte de Bucarest, Romania, que des de l'edat mitjana fins a principis del segle xix va ser la zona comercial més important de la ciutat i de Valàquia. Es troba a prop de les ruïnes de l'antiga Cort del Príncep construïda per Vlad III l’Impalador.

## Història
El barri va rebre el nom de la ciutat alemanya de Leipzig (Lipsca en romanès del segle XVII), ja que aquest va ser l'origen de moltes de les mercaderies que es podien trobar al carrer principal. La paraula lipscan (singular de lipscani) significava un comerciant que portava les seves mercaderies des de l'Europa occidental.
De mica en mica, tots els oficis es van acabar trobant a la zona, inclosos els orfebres, els barreters, els sabaters, els adobers, els sellers, etc., molts gremis (o isnafuri) que tenen el seu propi carrer. Encara avui en dia, els carrers propers porten el nom d’un comerç (Blănari = carrer Furriers, Șelari = carrer Sellers, etc.).
Durant el període comunista, es va programar que tota la zona fos enderrocada, però això no va arribar mai a bon port. El districte es va deixar de banda, però actualment és la zona més atractiva per a turistes de tot Bucarest. A partir del 2013, molts dels edificis es van restaurar. A principis del segle xxi, gran part del districte s'ha transformat en una zona de vianants.

Conegut principalment pels seus restaurants i bars, inclosos els Caru 'cu Bere, algunes botigues de marques comercials de renom, com H&M, Adidas i Yves Rocher, han començat a aparèixer a la zona i lentament han convertit Lipscani en un districte comercial també.

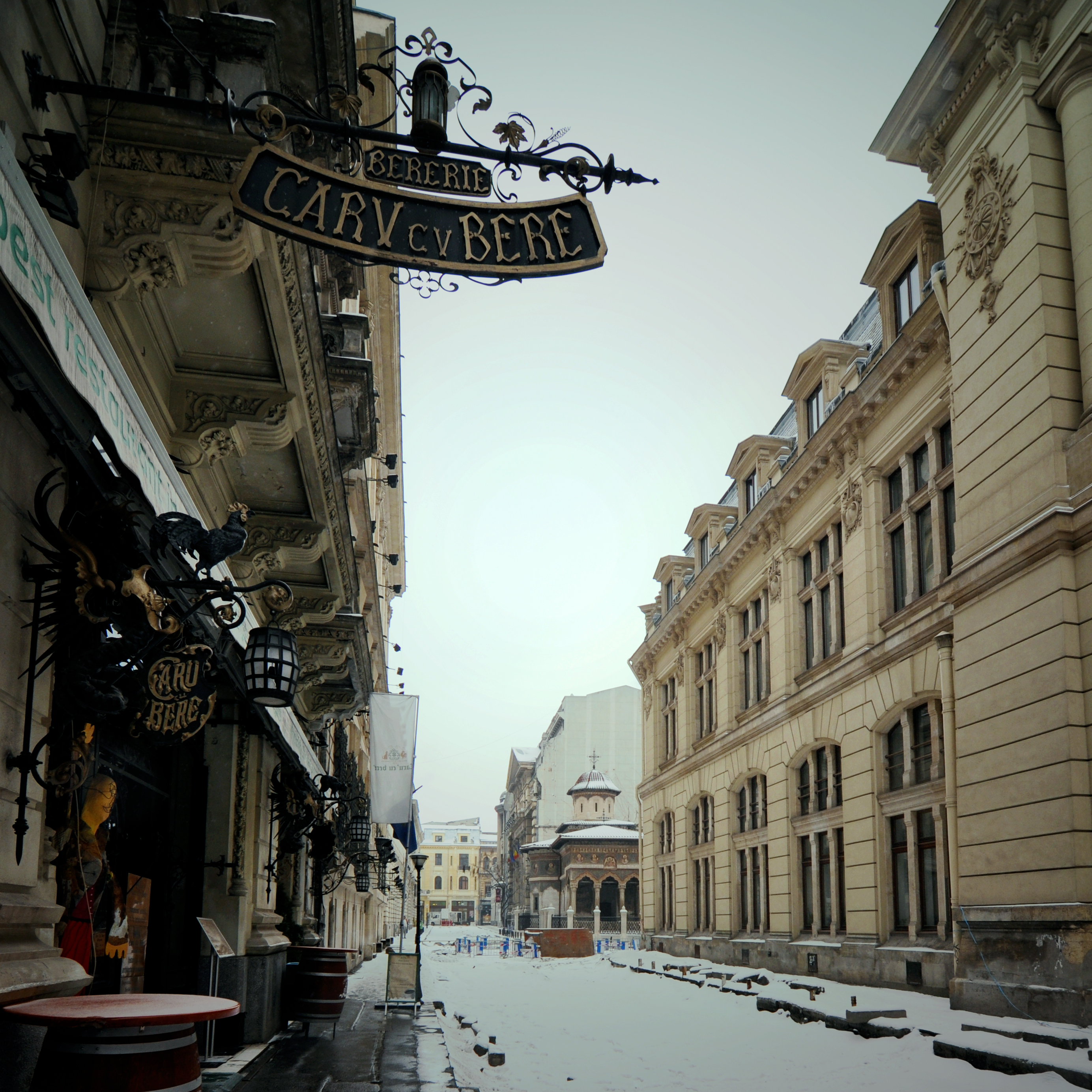
Carul cu Bere i l'església Stavropoleos a la distància
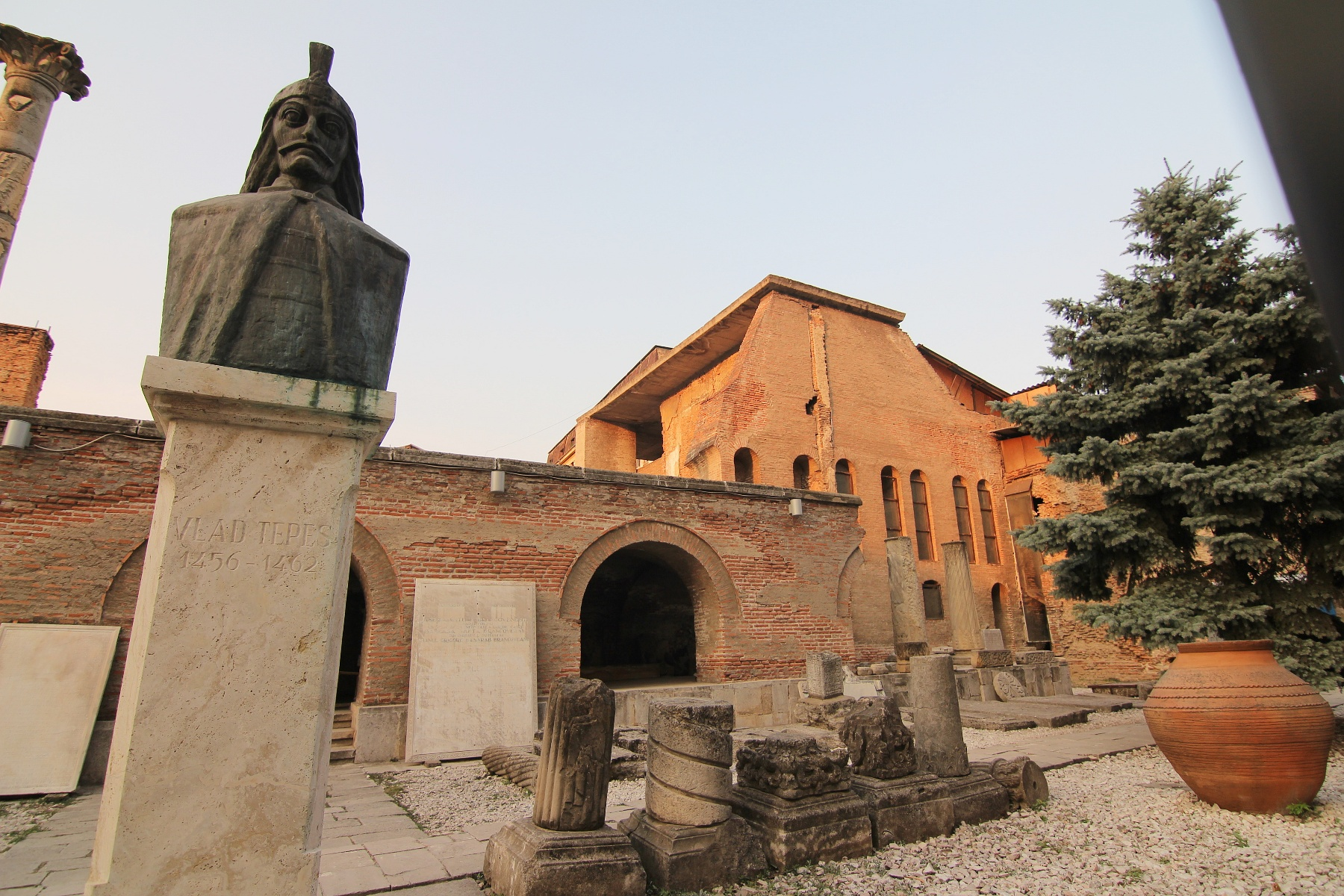
Monument a Vlad l’Impalador a l’interior de l’Antiga Cort
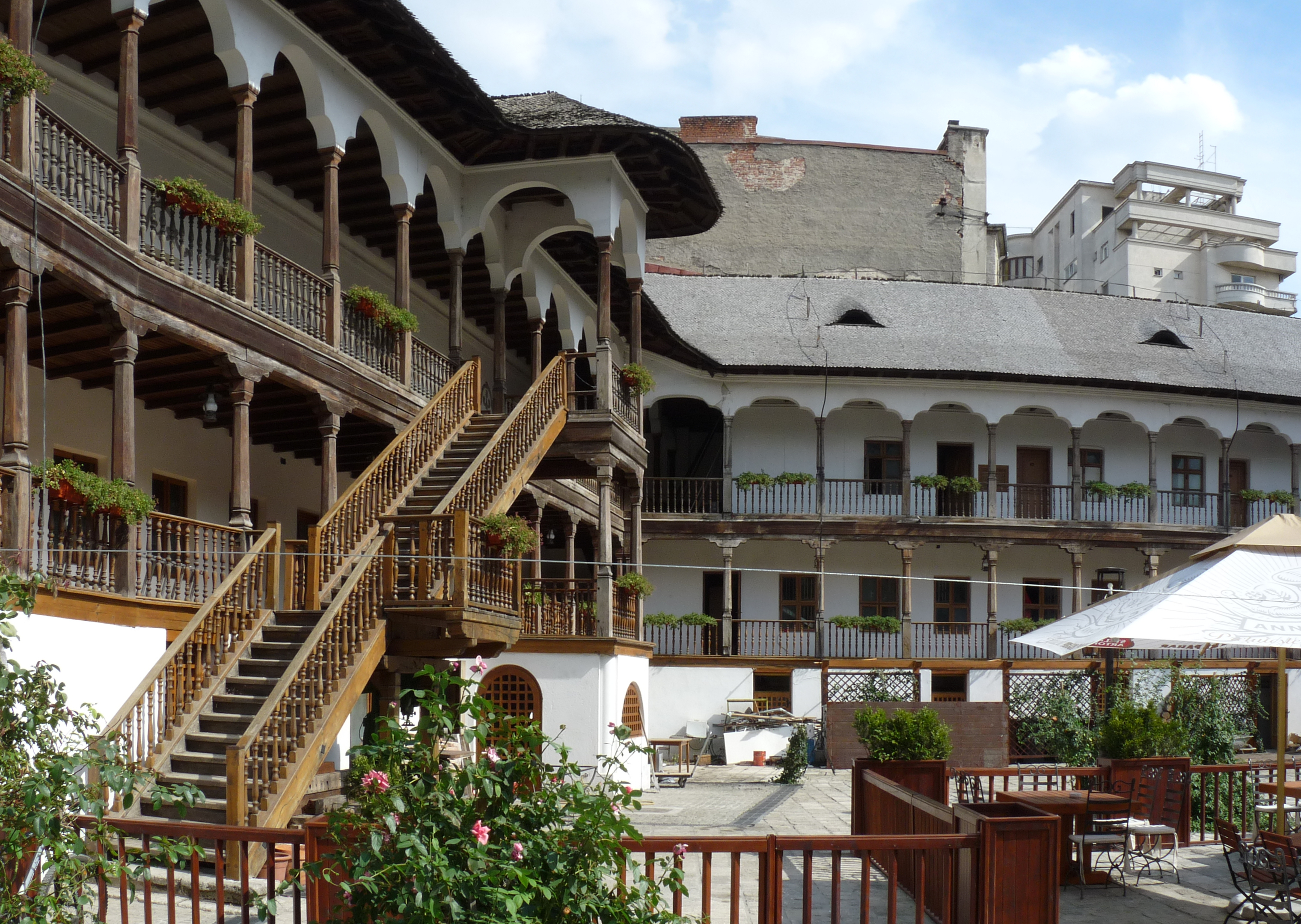
Manuc's Inn
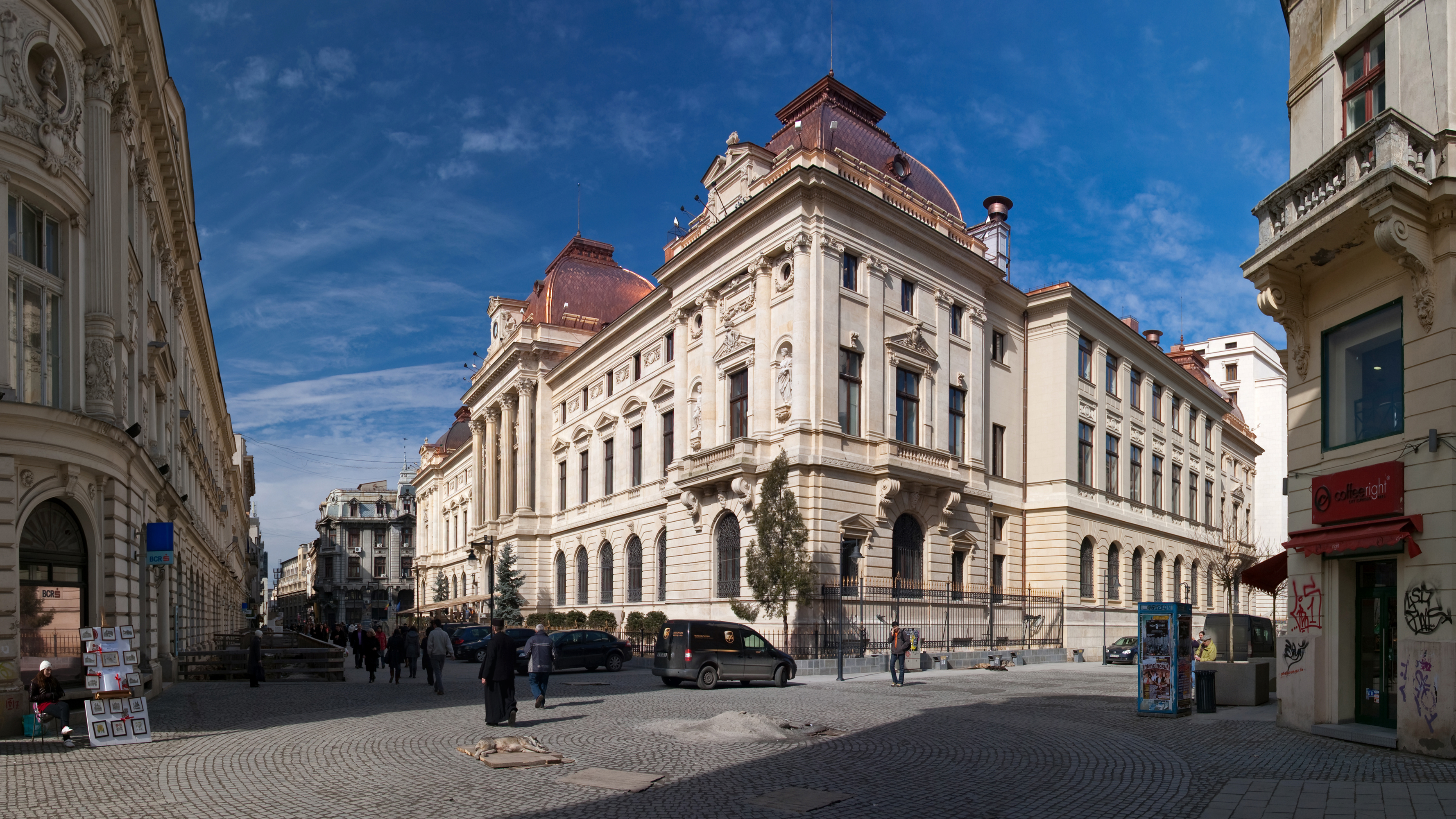
Banc Nacional de Romania (edifici antic)
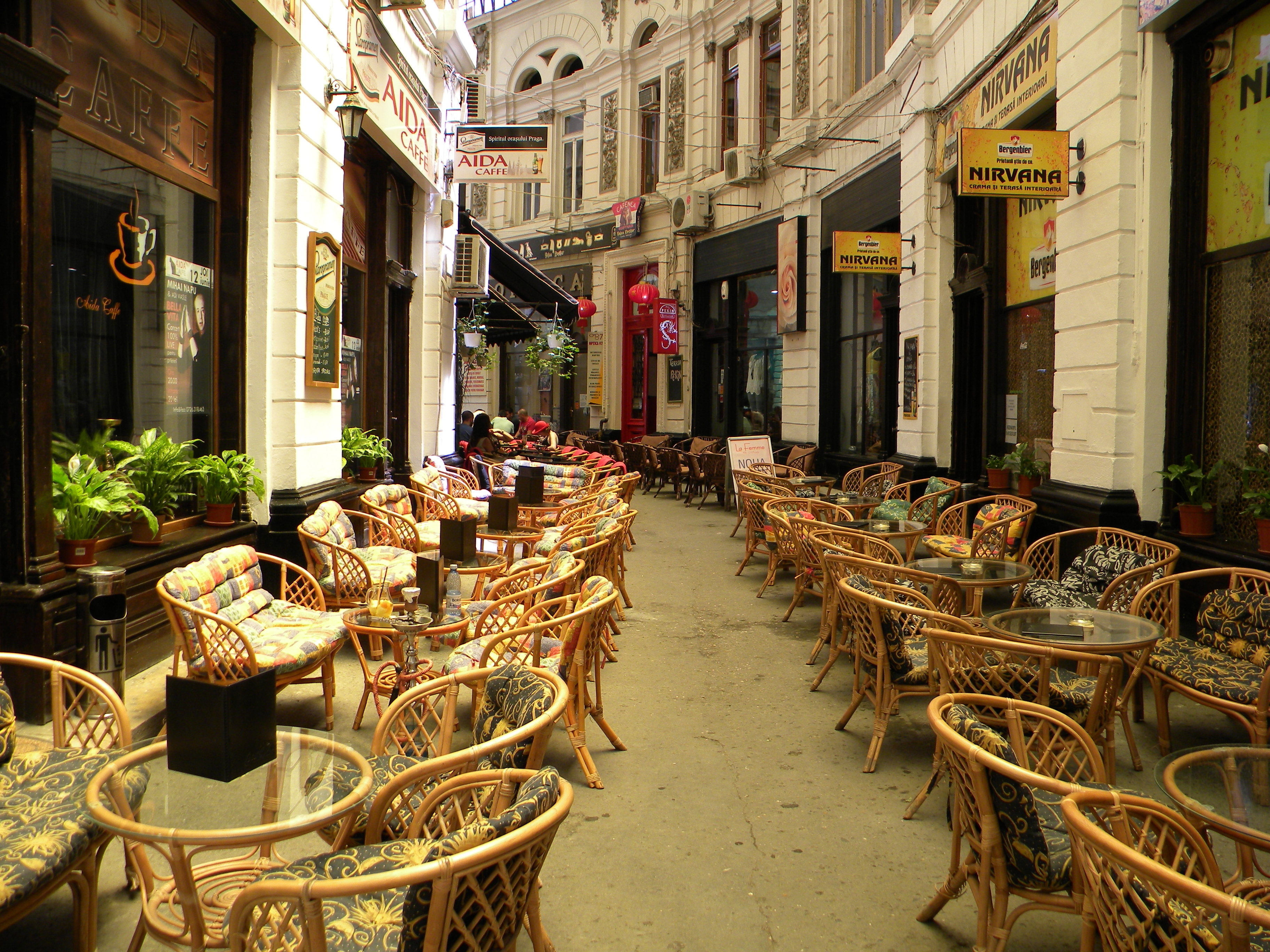
Passatge Macca-Villacrosse